# La Razon de Chivilcoy
La Razón de Chivilcoy es un tradicional diario argentino, de la ciudad de Chivilcoy, publicado por primera vez el 16 de noviembre de 1910. 

[Carlos Armando Costanzo:]Expresión popular y cotidiana, voluntad de informar, clara memoria; tinta, letra, papel, renombre y gloria, tradición de raíz chivilcoyana. Fibra y fuerza, de noble pregonero, con fecunda labor y un fiel sendero, hecho imagen, noticia y dinamismo… La Razón: Largo sueño y viejo diario, que eres símbolo, más que centenario, de la vida y la acción del periodismo
Diario La Razón De Chivilcoy, 16 de noviembre 2018.

## Historia

### Fundación
El diario La Razón De Chivilcoy fue creado en 1910 por Don Simón Vásquez y Eugenio Rochex; Breve tiempo después, Don Eugenio Rochex, se desvinculó de la empresa, y prosiguió al frente del diario Don Simón Vásquez, quien ejerció, de un modo firme y seguro, la dirección del matutino durante unos cuarenta prolongados años, hasta su fallecimiento acaecido el 21 de agosto de 1950.
En los últimos años de la década de 1920 y a principios de la de 1930, el diario comenzó a utilizar las primeras linotipias, reemplazando así al sistema de composición manual; en primer término, se utilizó una plana y con posterioridad, una máquina rotoplana de impresión. Hacia el mes de agosto de 1987, el matutino fue adquirido por los actuales propietarios, quienes incorporaron los modernos adelantos de la nueva tecnología, en materia de edición. Por otra parte, del primitivo tamaño sábana, se pasó al formato tabloide.
La Razón, funcionó desde 1910 hasta 1993 – 83 años -, en el inmueble de la ya tradicional esquina de la avenida Ceballos y la calle Suipacha; luego se trasladó a un edificio de la avenida Sarmiento N.º 74 – 22 de septiembre de 1993 -, y finalmente, en el año 2010, se instaló en su actual sede de la avenida Güemes 650.

## Formato
De formato berlinés de lunes a viernes y sábana los sábados y domingos.

## Secciones
El diario La Razón De Chivilcoy cuenta con siete secciones fijas diarias:
1. Sección primera: Locales
2. Sección segunda: Deportes
3. Sección tercera: Sociales
4. Sección cuarta: Regionales
5. Sección quinta: Nacionales
6. Sección sexta: Cultura
7. Sección séptima: Opiniones

Cuenta con 2 suplementos:
- Revista Clip
- Guía Comercial

## Sedes
En 1910, el diario comenzó a redactarse en la esquina de la avenida Ceballos y la calle Suipacha, luego se trasladó a un inmueble de la avenida Sarmiento N.º 74. En el año 2010, inauguró su moderna sede, ubicada sobre la avenida Güemes al 650, donde se encuentran la redacción y los talleres de impresión.